# Hypselistes asiaticus
Hypselistes asiaticus är en spindelart som beskrevs av Friedrich Wilhelm Bösenberg och Embrik Strand 1906. Hypselistes asiaticus ingår i släktet Hypselistes och familjen täckvävarspindlar. Inga underarter finns listade i Catalogue of Life.